# Campeonato Mundial de Snooker de 2019
O Campeonato Mundial de Snooker de 2019 foi a edição de 2019 do Campeonato Mundial de Snooker, decorrendo de 20 de abril a 6 de maio de 2019 no Crucible Theatre de Sheffield, na Inglaterra. A final será disputada em 5 e 6 de maio.
Logo na primeira ronda da fase final, ocorreu a surpresa da eliminação de Ronnie O'Sullivan pelo amador James Cahill. Cahill foi o primeiro amador a qualificar-se para a fase final na história da competição. O vencedor foi Judd Trump, que bateu John Higgins na final por 18-9, e assim venceu o seu primeiro título mundial, completando a Triple Crown.

## Prémios
O valor total de "prize money" do evento foi incrementado para £2 231 000 face às £1 968 000 do Campeonato Mundial de Snooker de 2018. O valor é repartido do seguinte modo:
| - Vencedor: £500000 - 2.º lugar: £200000 - Meias-finais: £100000 - Quartos de final: £50000 - Últimos 16: £30000 - Últimos 32: £20000 - Últimos 48: £15500 - Últimos 80: £10000 | - Maior break não emitido pela TV: £1000 - Maior break emitido pela TV: £10000 - Total: £2231000 |

O "rolling 147 prize" para um break máximo é de £50000.

## Resultados
Abaixo estão os resultados de cada ronda. Os números entre parênteses são os números dos cabeças de série.
|  | Primeira ronda                                           | Primeira ronda                                           |                         |    | Segunda ronda       | Segunda ronda       |  |  | Quartos de final    | Quartos de final    |  |  | Semifinais          | Semifinais          |
|  | Judd Trump vence o campeonato mundial de snooker de 2019 | Judd Trump vence o campeonato mundial de snooker de 2019 |                         |    | Melhor em 19 frames | Melhor em 19 frames |  |  | Melhor em 25 frames | Melhor em 25 frames |  |  | Melhor em 25 frames | Melhor em 25 frames |
|  |                                                          |                                                          |                         |    |                     |                     |  |  |                     |                     |  |  |                     |                     |
|  | 20 de abril                                              |                                                          |                         |    |                     |                     |  |  |                     |                     |  |  |                     |                     |
|  |                                                          |                                                          |                         |    |                     |                     |  |  |                     |                     |  |  |                     |                     |
|  | Mark Williams (1)                                        | 10                                                       |                         |    |                     |                     |  |  |                     |                     |  |  |                     |                     |
|  | Mark Williams (1)                                        | 10                                                       | 26 e 27 de abril        |    |                     |                     |  |  |                     |                     |  |  |                     |                     |
|  | Martin Gould                                             | 7                                                        |                         |    |                     |                     |  |  |                     |                     |  |  |                     |                     |
|  | Martin Gould                                             | 7                                                        | Mark Williams (1)       | 9  |                     |                     |  |  |                     |                     |  |  |                     |                     |
|  | 22 e 23 de abril                                         |                                                          | Mark Williams (1)       | 9  |                     |                     |  |  |                     |                     |  |  |                     |                     |
|  |                                                          | David Gilbert (16)                                       | 13                      |    |                     |                     |  |  |                     |                     |  |  |                     |                     |
|  | David Gilbert (16)                                       | David Gilbert (16)                                       | 13                      | 10 |                     |                     |  |  |                     |                     |  |  |                     |                     |
|  | David Gilbert (16)                                       |                                                          | 30 de abril e 1 de maio | 10 |                     |                     |  |  |                     |                     |  |  |                     |                     |
|  | Joe Perry                                                | 7                                                        |                         |    |                     |                     |  |  |                     |                     |  |  |                     |                     |
|  | Joe Perry                                                | 7                                                        | David Gilbert (16)      | 13 |                     |                     |  |  |                     |                     |  |  |                     |                     |
|  | 24 de abril                                              |                                                          | David Gilbert (16)      | 13 |                     |                     |  |  |                     |                     |  |  |                     |                     |
|  |                                                          | Kyren Wilson (8)                                         | 8                       |    |                     |                     |  |  |                     |                     |  |  |                     |                     |
|  | Barry Hawkins (9)                                        | Kyren Wilson (8)                                         | 8                       | 10 |                     |                     |  |  |                     |                     |  |  |                     |                     |
|  | Barry Hawkins (9)                                        | 28 e 29 de abril                                         |                         | 10 |                     |                     |  |  |                     |                     |  |  |                     |                     |
|  | Li Hang                                                  | 1                                                        |                         |    |                     |                     |  |  |                     |                     |  |  |                     |                     |
|  | Li Hang                                                  | 1                                                        | Barry Hawkins (9)       | 11 |                     |                     |  |  |                     |                     |  |  |                     |                     |
|  | 24 e 25 de abril                                         |                                                          | Barry Hawkins (9)       | 11 |                     |                     |  |  |                     |                     |  |  |                     |                     |
|  |                                                          | Kyren Wilson (8)                                         | 13                      |    |                     |                     |  |  |                     |                     |  |  |                     |                     |
|  | Kyren Wilson (8)                                         | Kyren Wilson (8)                                         | 13                      | 10 |                     |                     |  |  |                     |                     |  |  |                     |                     |
|  | Kyren Wilson (8)                                         |                                                          | 2, 3 e 4 de maio        | 10 |                     |                     |  |  |                     |                     |  |  |                     |                     |
|  | Scott Donaldson                                          | 4                                                        |                         |    |                     |                     |  |  |                     |                     |  |  |                     |                     |
|  | Scott Donaldson                                          | 4                                                        | David Gilbert (16)      | 16 |                     |                     |  |  |                     |                     |  |  |                     |                     |
|  | 21 e 22 de abril                                         |                                                          | David Gilbert (16)      | 16 |                     |                     |  |  |                     |                     |  |  |                     |                     |
|  |                                                          | John Higgins (5)                                         | 17                      |    |                     |                     |  |  |                     |                     |  |  |                     |                     |
|  | John Higgins (5)                                         | John Higgins (5)                                         | 17                      | 10 |                     |                     |  |  |                     |                     |  |  |                     |                     |
|  | John Higgins (5)                                         | 27, 28 e 29 de abril                                     |                         | 10 |                     |                     |  |  |                     |                     |  |  |                     |                     |
|  | Mark Davis                                               | 7                                                        |                         |    |                     |                     |  |  |                     |                     |  |  |                     |                     |
|  | Mark Davis                                               | 7                                                        | John Higgins (5)        | 13 |                     |                     |  |  |                     |                     |  |  |                     |                     |
|  | 23 de abril                                              |                                                          | John Higgins (5)        | 13 |                     |                     |  |  |                     |                     |  |  |                     |                     |
|  |                                                          | Stuart Bingham (12)                                      | 11                      |    |                     |                     |  |  |                     |                     |  |  |                     |                     |
|  | Stuart Bingham (12)                                      | Stuart Bingham (12)                                      | 11                      | 10 |                     |                     |  |  |                     |                     |  |  |                     |                     |
|  | Stuart Bingham (12)                                      |                                                          | 30 de abril e 1 de maio | 10 |                     |                     |  |  |                     |                     |  |  |                     |                     |
|  | Graeme Dott                                              | 9                                                        |                         |    |                     |                     |  |  |                     |                     |  |  |                     |                     |
|  | Graeme Dott                                              | 9                                                        | John Higgins (5)        | 13 |                     |                     |  |  |                     |                     |  |  |                     |                     |
|  | 21 e 22 de abril                                         |                                                          | John Higgins (5)        | 13 |                     |                     |  |  |                     |                     |  |  |                     |                     |
|  |                                                          | Neil Robertson (4)                                       | 10                      |    |                     |                     |  |  |                     |                     |  |  |                     |                     |
|  | Shaun Murphy (13)                                        | Neil Robertson (4)                                       | 10                      | 10 |                     |                     |  |  |                     |                     |  |  |                     |                     |
|  | Shaun Murphy (13)                                        | 25 e 26 de abril                                         |                         | 10 |                     |                     |  |  |                     |                     |  |  |                     |                     |
|  | Luo Honghao                                              | 0                                                        |                         |    |                     |                     |  |  |                     |                     |  |  |                     |                     |
|  | Luo Honghao                                              | 0                                                        | Shaun Murphy (13)       | 6  |                     |                     |  |  |                     |                     |  |  |                     |                     |
|  | 20 e 21 de abril                                         |                                                          | Shaun Murphy (13)       | 6  |                     |                     |  |  |                     |                     |  |  |                     |                     |
|  |                                                          | Neil Robertson (4)                                       | 13                      |    |                     |                     |  |  |                     |                     |  |  |                     |                     |
|  | Neil Robertson (4)                                       | Neil Robertson (4)                                       | 13                      | 10 |                     |                     |  |  |                     |                     |  |  |                     |                     |
|  | Neil Robertson (4)                                       |                                                          |                         | 10 |                     |                     |  |  |                     |                     |  |  |                     |                     |
|  | Michael Georgiou                                         | 1                                                        |                         |    |                     |                     |  |  |                     |                     |  |  |                     |                     |
|  | Michael Georgiou                                         | 1                                                        |                         |    |                     |                     |  |  |                     |                     |  |  |                     |                     |
|  | 22 de abril                                              |                                                          |                         |    |                     |                     |  |  |                     |                     |  |  |                     |                     |
|  |                                                          |                                                          |                         |    |                     |                     |  |  |                     |                     |  |  |                     |                     |
|  | Mark Selby (3)                                           | 10                                                       |                         |    |                     |                     |  |  |                     |                     |  |  |                     |                     |
|  | Mark Selby (3)                                           | 10                                                       | 25, 26 e 27 de abril    |    |                     |                     |  |  |                     |                     |  |  |                     |                     |
|  | Zhao Xintong                                             | 7                                                        |                         |    |                     |                     |  |  |                     |                     |  |  |                     |                     |
|  | Zhao Xintong                                             | 7                                                        | Mark Selby (3)          | 10 |                     |                     |  |  |                     |                     |  |  |                     |                     |
|  | 20 e 21 de abril                                         |                                                          | Mark Selby (3)          | 10 |                     |                     |  |  |                     |                     |  |  |                     |                     |
|  |                                                          | Gary Wilson                                              | 13                      |    |                     |                     |  |  |                     |                     |  |  |                     |                     |
|  | Luca Brecel (14)                                         | Gary Wilson                                              | 13                      | 9  |                     |                     |  |  |                     |                     |  |  |                     |                     |
|  | Luca Brecel (14)                                         |                                                          | 30 de abril e 1 de maio | 9  |                     |                     |  |  |                     |                     |  |  |                     |                     |
|  | Gary Wilson                                              | 10                                                       |                         |    |                     |                     |  |  |                     |                     |  |  |                     |                     |
|  | Gary Wilson                                              | 10                                                       | Gary Wilson             | 13 |                     |                     |  |  |                     |                     |  |  |                     |                     |
|  | 24 e 25 de abril                                         |                                                          | Gary Wilson             | 13 |                     |                     |  |  |                     |                     |  |  |                     |                     |
|  |                                                          | Ali Carter                                               | 9                       |    |                     |                     |  |  |                     |                     |  |  |                     |                     |
|  | Jack Lisowski (11)                                       | Ali Carter                                               | 9                       | 6  |                     |                     |  |  |                     |                     |  |  |                     |                     |
|  | Jack Lisowski (11)                                       | 28 e 29 de abril                                         |                         | 6  |                     |                     |  |  |                     |                     |  |  |                     |                     |
|  | Ali Carter                                               | 10                                                       |                         |    |                     |                     |  |  |                     |                     |  |  |                     |                     |
|  | Ali Carter                                               | 10                                                       | Ali Carter              | 13 |                     |                     |  |  |                     |                     |  |  |                     |                     |
|  | 23 e 24 de abril                                         |                                                          | Ali Carter              | 13 |                     |                     |  |  |                     |                     |  |  |                     |                     |
|  |                                                          | Zhou Yuelong                                             | 9                       |    |                     |                     |  |  |                     |                     |  |  |                     |                     |
|  | Mark Allen (6)                                           | Zhou Yuelong                                             | 9                       | 7  |                     |                     |  |  |                     |                     |  |  |                     |                     |
|  | Mark Allen (6)                                           |                                                          | 2, 3 e 4 de maio        | 7  |                     |                     |  |  |                     |                     |  |  |                     |                     |
|  | Zhou Yuelong                                             | 10                                                       |                         |    |                     |                     |  |  |                     |                     |  |  |                     |                     |
|  | Zhou Yuelong                                             | 10                                                       | Gary Wilson             | 11 |                     |                     |  |  |                     |                     |  |  |                     |                     |
|  | 23 e 24 de abril                                         |                                                          | Gary Wilson             | 11 |                     |                     |  |  |                     |                     |  |  |                     |                     |
|  |                                                          | Judd Trump (7)                                           | 17                      |    |                     |                     |  |  |                     |                     |  |  |                     |                     |
|  | Judd Trump (7)                                           | Judd Trump (7)                                           | 17                      | 10 |                     |                     |  |  |                     |                     |  |  |                     |                     |
|  | Judd Trump (7)                                           | 27, 28 e 29 de abril                                     |                         | 10 |                     |                     |  |  |                     |                     |  |  |                     |                     |
|  | Thepchaiya Un-Nooh                                       | 9                                                        |                         |    |                     |                     |  |  |                     |                     |  |  |                     |                     |
|  | Thepchaiya Un-Nooh                                       | 9                                                        | Judd Trump (7)          | 13 |                     |                     |  |  |                     |                     |  |  |                     |                     |
|  | 20 e 21 de abril                                         |                                                          | Judd Trump (7)          | 13 |                     |                     |  |  |                     |                     |  |  |                     |                     |
|  |                                                          | Ding Junhui (10)                                         | 9                       |    |                     |                     |  |  |                     |                     |  |  |                     |                     |
|  | Ding Junhui (10)                                         | Ding Junhui (10)                                         | 9                       | 10 |                     |                     |  |  |                     |                     |  |  |                     |                     |
|  | Ding Junhui (10)                                         |                                                          | 30 de abril e 1 de maio | 10 |                     |                     |  |  |                     |                     |  |  |                     |                     |
|  | Anthony McGill                                           | 7                                                        |                         |    |                     |                     |  |  |                     |                     |  |  |                     |                     |
|  | Anthony McGill                                           | 7                                                        | Judd Trump (7)          | 13 |                     |                     |  |  |                     |                     |  |  |                     |                     |
|  | 20 e 21 de abril                                         |                                                          | Judd Trump (7)          | 13 |                     |                     |  |  |                     |                     |  |  |                     |                     |
|  |                                                          | Stephen Maguire (15)                                     | 6                       |    |                     |                     |  |  |                     |                     |  |  |                     |                     |
|  | Stephen Maguire (15)                                     | Stephen Maguire (15)                                     | 6                       | 10 |                     |                     |  |  |                     |                     |  |  |                     |                     |
|  | Stephen Maguire (15)                                     | 26 e 27 de abril                                         |                         | 10 |                     |                     |  |  |                     |                     |  |  |                     |                     |
|  | Tian Pengfei                                             | 9                                                        |                         |    |                     |                     |  |  |                     |                     |  |  |                     |                     |
|  | Tian Pengfei                                             | 9                                                        | Stephen Maguire (15)    | 13 |                     |                     |  |  |                     |                     |  |  |                     |                     |
|  | 22 e 23 de abril                                         |                                                          | Stephen Maguire (15)    | 13 |                     |                     |  |  |                     |                     |  |  |                     |                     |
|  |                                                          | James Cahill                                             | 12                      |    |                     |                     |  |  |                     |                     |  |  |                     |                     |
|  | Ronnie O'Sullivan (2)                                    | James Cahill                                             | 12                      | 8  |                     |                     |  |  |                     |                     |  |  |                     |                     |
|  | Ronnie O'Sullivan (2)                                    |                                                          |                         | 8  |                     |                     |  |  |                     |                     |  |  |                     |                     |
|  | James Cahill                                             | 10                                                       |                         |    |                     |                     |  |  |                     |                     |  |  |                     |                     |
|  | James Cahill                                             | 10                                                       |                         |    |                     |                     |  |  |                     |                     |  |  |                     |                     |

| Final (à melhor de 35 frames) Crucible Theatre, Sheffield, 5 e 6 de maio. Árbitro: Leo Scullion. |      |                             |
| John Higgins (5) · Escócia                                                                       | 9–18 | Judd Trump (7) · Inglaterra |
|                                                                                                  |      |                             |
|                                                                                                  |      |                             |

## Resultados das rondas de qualificação

### Ronda 1
| Jogador                | Pontuação | Jogador          |
| ---------------------- | --------- | ---------------- |
| Ryan Day (1)           | 10–6      | Oliver Lines     |
| Tian Pengfei (64)      | 10–5      | Soheil Vahedi    |
| Matthew Stevens (32)   | 10–3      | Thor Chuan Leong |
| Chris Wakelin (33)     | 10–5      | Fan Zhengyi      |
|                        |           |                  |
| Gary Wilson (16)       | 10–5      | Sanderson Lam    |
| Dominic Dale (49)      | 10–5      | Chris Totten     |
| Liang Wenbo (17)       | 10–0      | Basem Eltahhan   |
| Rory McLeod (48)       | 8–10      | David Grace      |
|                        |           |                  |
| Robbie Williams (41)   | 10–8      | Sam Baird        |
| Marco Fu (24)          | 7–10      | Luo Honghao      |
| Sam Craigie (56)       | 10–2      | Rhys Clark       |
| Tom Ford (9)           | 10–3      | Ross Muir        |
|                        |           |                  |
| Sunny Akani (40)       | 10–6      | Chen Zifan       |
| Robert Milkins (25)    | 10–4      | Luke Simmonds    |
| Duane Jones (57)       | 10–5      | Kishan Hirani    |
| Anthony McGill (8)     | 10–8      | Ashley Hugill    |
|                        |           |                  |
| Graeme Dott (5)        | 10–2      | Hamza Akbar      |
| Xu Si (60)             | 10–2      | Sean O'Sullivan  |
| Stuart Carrington (28) | 6–10      | Pang Junxu       |
| Kurt Maflin (37)       | 10–3      | Mitchell Mann    |
|                        |           |                  |
| Li Hang (12)           | 10–5      | Niu Zhuang       |
| Ian Burns (53)         | 10–7      | Farakh Ajaib     |
| Ben Woollaston (21)    | 10–7      | Elliot Slessor   |
| Mike Dunn (44)         | 7–10      | Nigel Bond       |
|                        |           |                  |
| Daniel Wells (45)      | 10–5      | Jamie Clarke     |
| Hossein Vafaei (20)    | 10–4      | Zhang Anda       |
| Gerard Greene (52)     | 10–7      | Aaron Hill       |
| Martin Gould (13)      | 10–0      | Mostafa Dorgham  |
|                        |           |                  |
| Michael Georgiou (36)  | 10–7      | Lee Walker       |
| Peter Ebdon (29)       | 10–4      | Harvey Chandler  |
| Mei Xiwen (61)         | 10–3      | Florian Nüßle    |
| Yan Bingtao (4)        | 10–3      | Lukas Kleckers   |

| Jogador                    | Pontuação | Jogador           |
| -------------------------- | --------- | ----------------- |
| Ali Carter (3)             | 10–1      | Paul Davison      |
| Jimmy White (62)           | 10–5      | Ross Bulman       |
| Michael White (30)         | 10–4      | Andy Hicks        |
| Yuan Sijun (35)            | 8–10      | John Astley       |
|                            |           |                   |
| Ricky Walden (14)          | 10–7      | Alfie Burden      |
| Eden Sharav (51)           | 10–7      | David Lilley      |
| Zhou Yuelong (19)          | 10–7      | Robin Hull        |
| Liam Highfield (46)        | 10–7      | Hammad Miah       |
|                            |           |                   |
| Fergal O'Brien (43)        | 10–4      | Jackson Page      |
| Mark Davis (22)            | 10–6      | Rod Lawler        |
| Alexander Ursenbacher (54) | 4–10      | Jordan Brown      |
| Lyu Haotian (11)           | 10–5      | Ashley Carty      |
|                            |           |                   |
| Mark Joyce (38)            | 10–2      | Billy Joe Castle  |
| Thepchaiya Un-Nooh (27)    | 10–4      | Johnathan Bagley  |
| Joe O'Connor (59)          | 10–1      | Joe Swail         |
| Jimmy Robertson (6)        | 10–0      | Chen Feilong      |
|                            |           |                   |
| Xiao Guodong (7)           | 10–5      | Jak Jones         |
| Peter Lines (58)           | 9–10      | Michael Judge     |
| Michael Holt (26)          | 10–5      | Brandon Sargeant  |
| Andrew Higginson (39)      | 9–10      | James Cahill      |
|                            |           |                   |
| Mark King (10)             | 10–4      | Igor Figueiredo   |
| Lu Ning (55)               | 10–4      | Allan Taylor      |
| Scott Donaldson (23)       | 10–8      | Craig Steadman    |
| Ken Doherty (42)           | 10–8      | Andy Lee          |
|                            |           |                   |
| Anthony Hamilton (47)      | 10–9      | James Wattana     |
| Matthew Selt (18)          | 10–3      | Dylan Emery       |
| Zhao Xintong (50)          | 10–2      | Adam Lilley       |
| Noppon Saengkham (15)      | 10–3      | Adam Stefanow     |
|                            |           |                   |
| Alan McManus (34)          | 10–6      | Ng On-yee         |
| Martin O'Donnell (31)      | 10–6      | Adam Duffy        |
| Zhang Yong (63)            | 10–2      | Reanne Evans      |
| Joe Perry (2)              | 10–1      | Simon Lichtenberg |

### Ronda 2
| Jogador               | Pontuação | Jogador             |
| --------------------- | --------- | ------------------- |
| Ryan Day (1)          | 3–10      | Tian Pengfei (64)   |
| Matthew Stevens (32)  | 10–7      | Chris Wakelin (33)  |
|                       |           |                     |
| Gary Wilson (16)      | 10–3      | Dominic Dale (49)   |
| Liang Wenbo (17)      | 10–7      | David Grace         |
|                       |           |                     |
| Robbie Williams (41)  | 8–10      | Luo Honghao         |
| Sam Craigie (56)      | 8–10      | Tom Ford (9)        |
|                       |           |                     |
| Sunny Akani (40)      | 5–10      | Robert Milkins (25) |
| Duane Jones (57)      | 5–10      | Anthony McGill (8)  |
|                       |           |                     |
| Graeme Dott (5)       | 10–4      | Xu Si (60)          |
| Pang Junxu            | 7–10      | Kurt Maflin (37)    |
|                       |           |                     |
| Li Hang (12)          | 10–8      | Ian Burns (53)      |
| Ben Woollaston (21)   | 10–4      | Nigel Bond          |
|                       |           |                     |
| Daniel Wells (45)     | 10–6      | Hossein Vafaei (20) |
| Gerard Greene (52)    | 6–10      | Martin Gould (13)   |
|                       |           |                     |
| Michael Georgiou (36) | 10–8      | Peter Ebdon (29)    |
| Mei Xiwen (61)        | 8–10      | Yan Bingtao (4)     |

| Jogador               | Pontuação | Jogador                 |
| --------------------- | --------- | ----------------------- |
| Ali Carter (3)        | 10–4      | Jimmy White (62)        |
| Michael White (30)    | 6–10      | John Astley             |
|                       |           |                         |
| Ricky Walden (14)     | 9–10      | Eden Sharav (51)        |
| Zhou Yuelong (19)     | 10–5      | Liam Highfield (46)     |
|                       |           |                         |
| Fergal O'Brien (43)   | 4–10      | Mark Davis (22)         |
| Jordan Brown          | 0–10      | Lyu Haotian (11)        |
|                       |           |                         |
| Mark Joyce (38)       | 5–10      | Thepchaiya Un-Nooh (27) |
| Joe O'Connor (59)     | 10–9      | Jimmy Robertson (6)     |
|                       |           |                         |
| Xiao Guodong (7)      | 9–10      | Michael Judge           |
| Michael Holt (26)     | 7–10      | James Cahill            |
|                       |           |                         |
| Mark King (10)        | 5–10      | Lu Ning (55)            |
| Scott Donaldson (23)  | 10–4      | Ken Doherty (42)        |
|                       |           |                         |
| Anthony Hamilton (47) | 7–10      | Matthew Selt (18)       |
| Zhao Xintong (50)     | 10–5      | Noppon Saengkham (15)   |
|                       |           |                         |
| Alan McManus (34)     | 8–10      | Martin O'Donnell (31)   |
| Zhang Yong (63)       | 1–10      | Joe Perry (2)           |

### Ronda 3
Os vencedores avançam para ronda final.
| Jogador               | Pontuação | Jogador              |
| --------------------- | --------- | -------------------- |
| Tian Pengfei (64)     | 10–8      | Matthew Stevens (32) |
| Gary Wilson (16)      | 10–6      | Liang Wenbo (17)     |
| Luo Honghao           | 10–8      | Tom Ford (9)         |
| Robert Milkins (25)   | 8–10      | Anthony McGill (8)   |
| Graeme Dott (5)       | 10–2      | Kurt Maflin (37)     |
| Li Hang (12)          | 10–8      | Ben Woollaston (21)  |
| Daniel Wells (45)     | 8–10      | Martin Gould (13)    |
| Michael Georgiou (36) | 10–8      | Yan Bingtao (4)      |

| Jogador                 | Pontuação | Jogador              |
| ----------------------- | --------- | -------------------- |
| Ali Carter (3)          | 10–4      | John Astley          |
| Eden Sharav (51)        | 6–10      | Zhou Yuelong (19)    |
| Mark Davis (22)         | 10–7      | Lyu Haotian (11)     |
| Thepchaiya Un-Nooh (27) | 10–6      | Joe O'Connor (59)    |
| Michael Judge           | 6–10      | James Cahill         |
| Lu Ning (55)            | 9–10      | Scott Donaldson (23) |
| Matthew Selt (18)       | 4–10      | Zhao Xintong (50)    |
| Martin O'Donnell (31)   | 3–10      | Joe Perry (2)        |